# Laro Herrero
Laro Herrero Echevarri (Santander, 17 de enero de 1990) es un deportista español que compite en snowboard, especialista en la prueba de campo a través.
Ha participado en dos Juegos Olímpicos de Invierno, en los años 2014 y 2018, ocupando el 33.er lugar en Sochi 2014 y el 38.º en Pyeongchang 2018.

## Trayectoria
En 2006 participó en tres pruebas en su primer campeonato de España absoluto en La Molina, obteniendo un tercer puesto en snowboard campo a través. En 2007 solo pudo ser noveno en la misma especialidad, pero en 2008 fue segundo en snowboard eslalon paralelo y tercero en snowboard eslalon gigante paralelo. En 2009 volvió a conseguir la medalla de plata en el nacional, en esta ocasión en snowboard eslalon gigante paralelo. En 2010 se adjudicó en La Molina dos medallas de oro en el nacional, la primera en snowboard campo a través y la segunda en snowboard eslalon gigante. Al año siguiente consiguió el bronce en snowboard eslalon gigante paralelo y en 2014 la misma posición en snowboard campo a través.
Un mes antes de su participación en el campeonato de España de 2014 participó en los Juegos Olímpicos de Sochi 2014, ocupando el 33.er lugar en snowboard campo a través. Anteriormente ya había participado en competiciones internacionales, siempre en snowboard campo a través, disputando en 2009 una prueba de la Copa del Mundo, otra en 2010, dos en 2012 y seis en 2013. También participó en el Campeonato Mundial de Snowboard en 2011 y 2013.
Tras su participación en los Juegos Olímpicos de Invierno siguió participando en la Copa del Mundo en snowboard campo a través, en tres pruebas en 2015, en seis pruebas en 2016 y en siete pruebas en 2017. En 2018 participó en tres nuevas pruebas antes de ir a los Juegos Olímpicos en Corea del Sur. En 2015 consiguió su mejor posición en competiciones internacionales, siendo el séptimo en snowboard campo a través en el Campeonato Mundial de Snowboard de 2015 celebrado en Kreischberg, Austria. Dos años más tarde quedó en la posición 29 en el Campeonato Mundial de Snowboard de 2017 celebrado en Sierra Nevada.

## Resultados en los Juegos Olímpicos
| Año  | Fecha                 | Lugar                      | Disciplina      | Posición |
| ---- | --------------------- | -------------------------- | --------------- | -------- |
| 2014 | 18 de febrero de 2014 | Sochi, Rusia               | Snowboard cross | 33º      |
| 2018 | 15 de febrero de 2018 | Pyeongchang, Corea del Sur | Snowboard cross | 38°      |

## Palmarés

### Juegos Olímpicos
- 2 participaciones (2 pruebas)
- Mejor resultado: 33º

### Mundiales
- 4 participaciones (4 pruebas)
- Mejor resultado: 7º

### Copa del Mundo
- 33 participaciones (33 pruebas)
- Mejor clasificación General: 12º